# Bathyllus convexus
Bathyllus convexus är en insektsart som först beskrevs av Walker 1851.  Bathyllus convexus ingår i släktet Bathyllus och familjen spottstritar. Inga underarter finns listade i Catalogue of Life.